# Nederlandstalige Top 10 (TROS)
De Nederlandstalige Top 10 met "kwiswijs"  was een radioprogramma van de TROS op Hilversum 3, sinds eind 1985 Radio 3. Aanvankelijk werd uitgezonden op vrijdagmiddag van 5 oktober 1978 t/m 29 maart 1979 tussen 12.00 en 13.30 uur, vanaf 5 april 1979 op donderdagmiddag tussen 12:00 en 13:00 uur, vanaf 11 oktober 1984 t/m 11 april 1985 van 19:00 tot 20:00 uur en vanaf 18 april 1985 t/m 1 mei 1986 tussen 9:00 en 10:00 uur. Vanaf 9 mei 1986 t/m 6 maart 1987 werd het programma weer op de vrijdagmiddag uitgezonden tussen 17:00 en 18:00 uur maar op Radio 2. Daarna ging het programma samen met de  Polderpopparade op in het programma Nederlands Hitwerk.  
In het programma werd alleen Nederlandstalige muziek uitgezonden. Aansluitend volgden nog de tips voor de top 10. De presentatoren waren Peter van Dam (1978-1979), Hugo van Gelderen en Jojo (1979-1980) en  Ad Roland (1980-1987)
Als tune werd Heidewals van Gerry van Houtert gebruikt.
Voor het een zelfstandig programma werd was de Nederlandstalige Top 10 een programmaonderdeel van de Hugo van Gelderenshow uitgezonden vanaf 5 oktober 1974 op Hilversum 3 en gepresenteerd door Hugo van Gelderen op de donderdagavond van 22:00 tot 23:00 uur en van 1976 t/m 28 september 1978 op vrijdagmiddag van 12.00 tot 13.30 uur.